# 羅德福克斯 (新墨西哥州)
羅德福克斯（英語：Road Forks）是位於美國新墨西哥州伊達爾戈縣的非建制地區。

## 歷史
羅德福克斯的郵局自1953年營運至今。

## 地理
羅德福克斯所處的海拔為高於海平面1278米（即4193英呎），而該地所採用的時區為UTC-7，即北美山地时区（MST）。同時該地設有夏令時間，為UTC-7調快一小時，即UTC-6（MDT）。